# 높은엔터테인먼트
높은엔터테인먼트는 2018년 설립한 배우 매니지먼트이다.

## 소속 연예인
- 김성태
- 김하랑
- 심이영
- 윤서현
- 이용이
- 전성우
- 조여정
- 이가은
- 신예서
- 한예슬